# Заречье (Стрыйский район)
Заречье (укр. Заріччя) — село в Жидачовской городской общине Стрыйского района Львовской области Украины.
Население по переписи 2001 года составляло 670 человек. Занимает площадь 1,21 км². Почтовый индекс — 81730. Телефонный код — 3239.

## История
В 1946 г. указом ПВС УССР село Волянов переименовано в Заречье.